# 名古屋市立御園小学校
名古屋市立御園小学校（なごやしりつ みそのしょうがっこう）は、かつて愛知県名古屋市中区錦一丁目にあった市立の小学校である。

## 歴史

### 沿革
- 1954年（昭和29年） - 名古屋市立名城小学校分校として開校[1]。
- 1961年（昭和36年） - 名古屋市立御園小学校として独立[1]。また、校章制定[1]。
- 1964年（昭和39年） - 校歌制定[1]。
- 2022年（令和4年）2月10日 - 児童数減少による小規模校を解消するため、名城小学校との統合が検討された[2]結果、名古屋市教育委員会は両校の統合を決定[WEB 1]。
- 2023年（令和5年）3月24日 - 閉校式を実施[WEB 2][WEB 3]。
- 2023年（令和5年）3月31日 - 閉校。
  - 4月1日 - 名古屋市立名城小学校と統合され、名古屋市立丸の内小学校が設立。

### 児童数の変遷
『愛知県小中学校誌』（2018年）によると、児童数の変遷は以下の通りである。
| 1961年（昭和36年） | 719人 |  |
| 1967年（昭和42年） | 512人 |  |
| 1977年（昭和52年） | 360人 |  |
| 1987年（昭和62年） | 239人 |  |
| 1997年（平成9年）  | 126人 |  |
| 2007年（平成19年） | 60人  |  |
| 2017年（平成29年） | 59人  |  |

## 教育方針
きまりのよい子・やりぬく子・心ゆたかな子・じょうぶな子・よく学ぶ子。

## 学校行事

### 前期
- 4月
- 5月：運動会[WEB 4]
- 6月：中津川野外学習、ミニ旅行[WEB 4]
- 7月
- 8月
- 9月

### 後期
- 10月：修学旅行[WEB 4]
- 11月：作品展[WEB 4]
- 12月：餅つき大会[WEB 4]、リズム縄跳び発表会
- 1月
- 2月
- 3月：お別れ会[WEB 4]

## 通学区域
所管する名古屋市教育委員会は、2018年（平成30年）9月1日現在、中区のうち、錦一丁目・錦二丁目・錦三丁目・丸の内一丁目・丸の内二丁目の各一部を通学区域として指定していた。
また、卒業後の進学先は名古屋市立丸の内中学校となっていた。

## 交通アクセス
- 名古屋市営地下鉄東山線・鶴舞線 伏見駅が最寄り駅であった[WEB 7]。

### WEB
1. ↑  “御園小学校と名城小学校の統合に向けた取り組み”.   名古屋市 (2023年3月1日). 2023年3月25日閲覧。
2. ↑  “御園小、思い出ありがとう! 名古屋・名城小との統合で閉校式”. 中日新聞web.  中日新聞社 (2023年3月25日). 2023年3月25日閲覧。
3. ↑  “名古屋・御園小で閉校式 「綿の絆」忘れないよ 児童ら、美術家に感謝の手紙 / 愛知”.  毎日新聞 (2023年3月25日). 2023年3月25日閲覧。
4. 1 2 3 4 5 6  “平成26年度の主な行事予定”.   名古屋市立御園小学校. 2015年2月15日閲覧。
5. ↑  名古屋市教育委員会事務局総務部教育環境計画室計画係 (2018年9月1日). “名古屋市立小・中学校の通学区域一覧（中区）” (PDF).   名古屋市. 2018年11月15日閲覧。
6. ↑  名古屋市教育委員会事務局総務部教育環境計画室計画係 (2018年4月1日). “名古屋市立中学校区一覧（小→中）” (PDF).   名古屋市. 2018年11月14日閲覧。
7. ↑  名古屋市教育委員会事務局総務部企画経理課企画統計係 (2018年9月18日). “中区の小・中学校一覧”.   名古屋市. 2018年11月14日閲覧。

### 書籍
1. 1 2 3 4 5 6 7  中区制八十周年記念事業実行委員会 1991, p. 297.
2. ↑  名古屋市教育委員会事務局総務部企画経理課 2018, p. 44.
3. ↑  六三制教育七十周年記念 愛知県小中学校誌 合同記念誌編集特別委員会 2018, p. 202.